# Герхард Мајер
Герхард Мајер (Беч, 20. мај 1980) је аустријски атлетичар, специјалиста за бацање диска. Мајер је репрезентативац и рекордер Аустрије са 65,24 метра постигнут у Риму 10. јуна 2010. У периоду од 2001. до 2010. Мајер је био првак Аустрије у бацању диска. Члан је Спортског друштва Швехат из Швехата. Тренер му је Грегор Хеглер.
На Летњим олимпијским играма учествовао је два пута 2008. у Пекингу и 2012. у Лондону, али без добрих резултата, јер ниједном није успео да се пласира у финални део такмичења.

## Значајнији резултати
| Датум | Такмичење          | Место    | Пласман | резултат |
| ----- | ------------------ | -------- | ------- | -------- |
| 2007  | Универзијада       | Бангкок  | 1.      | 61,55 м  |
| 2009  | Светско првенство  | Берлин   | 8.      | 63,17 м  |
| 2012  | Европско првенство | Хелсинки | 8.      | 62,85 м  |